# Can Mijana (Navès)
Can Mijana és una masia de Navès (Solsonès) inclosa a l'Inventari del Patrimoni Arquitectònic de Catalunya.

## Descripció
Masia monumental, construïda damunt de l'antic castell de Navès, de planta rectangular, teulada a dos vessants i orientada nord-sud. La cara oest està edificada aprofitant la pedra, amb un pou sobrealçat. La porta que dona a l'eixida del pou, té decoració plateresca. El portal d'entrada és a la cara est i al mur, hi ha un sarcòfag romànic adossat. Hi ha restes de les torres de l'antic castell. La porta és d'arc de mig punt adovellada, amb una balconada de fusta al damunt i finestres amb decoracions plateresques.

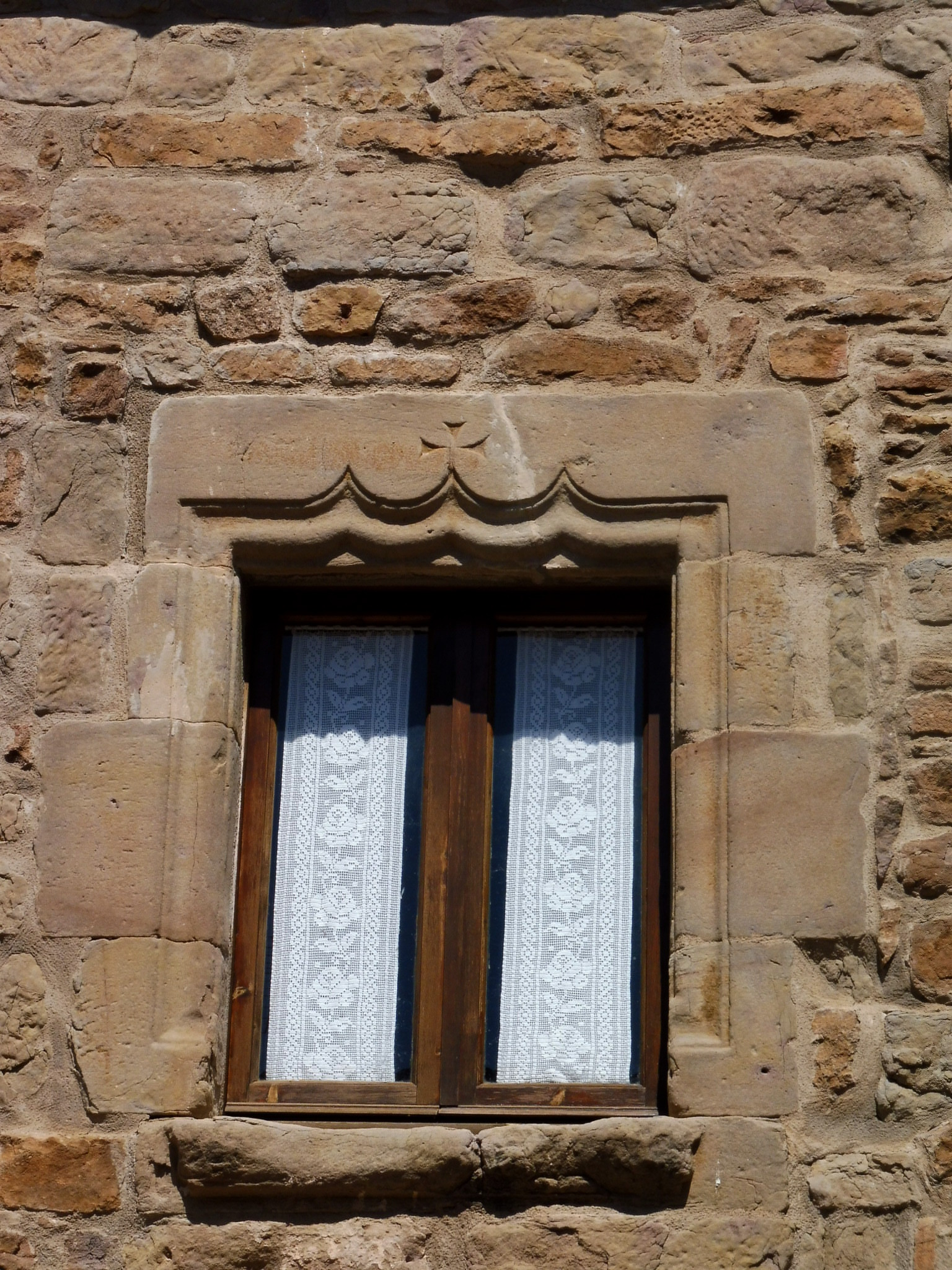
Detall d'una finestra

Adossat a la cara nord formant un angle, hi ha un edifici de planta rectangular amb teulada a dos vessants. A les llindes de les finestres apareix la data de 1751.
Hi ha un portal de comunicació entre els dos edificis d'arc de mig punt i cobert amb sostre de bigues. El parament és de carreus irregulars, no en fileres.

## Història
Hi ha referències documentals del castell de Navès des del segle X (968), propietat en aquell moment de la família Miró. L'any 1099, trobem el domini feudal del castell en mans de Ponç Hug, tot i que Ramon Mir conservava la suprema autoritat.
Cap a l'any 1218, apareix Guillem Bellver amb el títol de senyor del castell de Navès i també d'altres llocs. L'any 1235 era castlà de Navès en Guillem Besora, però el 1254 consta com a senyor Guillem Ramon de Josa.
Durant alguns anys i a causa dels deutes que tenia, va penyorar Navès a Bernat Bartomeu i Bernat Fornell, tots dos de Berga. L'any 1292, era senyor de Navès Ramon d'Anglesola que tenia per castlà a Ramon de Jorba. Posteriorment, va passar als vescomtes de Cardona.